# Zawijat al-Dżidami
Zawijat al-Dżidami – miejscowość w Egipcie, w muhafazie Al-Minja, w dystrykcie Maghagha. W 2006 roku liczyła 8462 mieszkańców.